# Оранжевое настроение — IV
«Оранжевое настроение — IV» — студийный альбом российской рок-группы «Чайф», выпущенный в 2002 году лейблом «АнТроп» (номер по каталогу ATR 01057).

## Список композиций
Слова и музыка всех песен — Владимир Шахрин, за исключением указанного особо.
| №   | Название                                     | Текст песни           | Музыка                | Длительность |
| --- | -------------------------------------------- | --------------------- | --------------------- | ------------ |
| 1.  | «На трамвайной колбасе»                      | В. Шахрин, В. Бегунов | В. Шахрин, В. Бегунов | 4:39         |
| 2.  | «Чудо-труба»                                 |                       |                       | 3:13         |
| 3.  | «Италия»                                     |                       |                       | 4:13         |
| 4.  | «Шорохи в саду»                              |                       |                       | 3:32         |
| 5.  | «Эко ладно»                                  | Р. Газизулин          | В. Бегунов            | 3:09         |
| 6.  | «Марьиванна»                                 | автор неизвестен      |                       | 4:04         |
| 7.  | «Фудзияма»                                   |                       |                       | 3:04         |
| 8.  | «Дурные сны»                                 |                       |                       | 3:04         |
| 9.  | «Хей-хей»                                    |                       |                       | 4:01         |
| 10. | «Ляля»                                       |                       |                       | 4:13         |
| 11. | «Звони»                                      |                       |                       | 3:44         |
| 12. | «Оранжевое настроение IV (версия четвёртая)» |                       |                       | 5:50         |

## Участники записи
- Владимир Шахрин — гитара, вокал, бэк-вокал
- Владимир Бегунов — гитара, бэк-вокал, вокал
- Валерий Северин — барабаны, перкуссия, бэк-вокал
- Вячеслав Двинин — бас-гитара, перкуссия, бэк-вокал.